# Dicastério para as Causas dos Santos
O Dicastério para as Causas dos Santos (em latim Dicasterium de Causis Sanctorum) é uma prefeitura da Cúria Romana que processa o complexo trâmite que leva à canonização dos santos, passando pela declaração das virtudes heroicas (reconhecimento do estatuto de venerável) e pela beatificação. Depois de elaborado um processo, incluindo a constatação canônica dos milagres, o caso é apresentado ao papa, que decide se procede ou não à beatificação ou canonização.
Seu nome anterior era Sagrada Congregação dos Ritos, fundada pelo Papa Sixto V em 22 de janeiro de 1588 com a bula papal Immensa Æterni Dei, que tratava tanto da regulação do culto divino como das causas dos santos. Em 8 de maio de 1969, o Papa Paulo VI emitiu a Constituição Apostólica Sacra Rituum Congregatio, dividindo a congregação em duas, uma passando a ser a Congregação para o Culto Divino e outra para as causas dos santos. 
Com as profundas mudanças no processo de canonização introduzidas pelo Papa João Paulo II em 1983, o Colégio de Relatores foi criado para preparar as causas dos declarados Servos de Deus.
Em 18 de fevereiro de 2008 a Santa Sé torna público a instrução Sanctorum Mater da Congregação para a Causa dos Santos sobre as normas que regulam o início das causas de beatificação juntamente com o Index ac status causarum.
Com a promulgação da Constituição apostólica Praedicate Evangelium, deixa de se chamar Congregação para as Causas dos Santos e passa a dotar o nome atual.
Está sediada no Palazzo delle Congregazioni, na Piazza Pio XII, em Roma.

## Prefeitos
A congregação, depois de desmembrada em 1969, já teve os seguintes prefeitos:
|           | Nome                                 | Período    | Notas            |
| Prefeitos | Prefeitos                            | Prefeitos  | Prefeitos        |
| --------- | ------------------------------------ | ---------- | ---------------- |
| 10º       | Marcello Cardeal Semeraro            | 2020-atual |                  |
| 9º        | Giovanni Angelo Cardeal Becciu       | 2018-2020  | Prefeito emérito |
| 8º        | Angelo Cardeal Amato, S.D.B.         | 2008-2018  |                  |
| 7º        | José Saraiva Cardeal Martins, C.M.F. | 1998-2008  | Prefeito emérito |
| 6º        | Alberto Cardeal Bovone               | 1995-1998  |                  |
| 5º        | Angelo Cardeal Felici                | 1988-1995  |                  |
| 4º        | Pietro Cardeal Palazzini             | 1980-1988  |                  |
| 3º        | Corrado Cardeal Bafile               | 1976-1980  |                  |
| 2º        | Luigi Cardeal Raimondi               | 1973-1975  |                  |
| 1º        | Paolo Cardeal Bertoli                | 1969-1973  |                  |